# Lincoln Steffens
Joseph Lincoln Steffens (6 avril 1866 - 9 août 1936) est un journaliste et conférencier américain, notamment célèbre pour ses articles de journalisme d'investigation, c'est une des figures du mouvement des muckrakers.

## Biographie
Steffens est né à San Francisco et grandit à Sacramento en Californie. Il étudie en France et en Allemagne après avoir terminé des études à l'université de Californie.
Steffens commence sa carrière de journaliste au New York Post. Il devient ensuite rédacteur du magazine McClure's où il fait partie d'un trio de muckrakers célèbre, avec Ida Tarbell et Ray Stannard Baker. Il se spécialise dans les enquêtes sur la corruption gouvernementale et politique. The Shame of the Cities (1904) et The Struggle for Self-Government (1906) ses deux ouvrages principaux sont des collections de ses articles parus dans Mcclure's. Il a écrit aussi The Traitor State, qui critique la politique protectrice des entreprises de l'état du New Jersey. En 1906, il quitte McClure's, avec Tarbell et Baker, pour former The American Magazine.
Dans The Shame of the Cities, Steffens cherche à provoquer des réformes politiques dans l'Amérique urbaine en montrant la corruption des municipalités dans les villes américaines, en faisant appel aux émotions des Américains.
En 1916, il couvre la Révolution mexicaine et commence à voir la révolution comme préférable à la réforme. En 1919, il visite l'Union soviétique avec William C. Bullitt et le communiste suédois Karl Kilbom (sv). Steffens y devient enthousiaste pour le communisme. Peu de temps après, il a eu cette phrase resté célèbre sur le régime communiste « I have been over into the future, and it works. » (« J'ai voyagé dans le futur, et ça fonctionne »). Selon l'historien Richard Pipes, L. Steffens l'a écrite dans un train en Suède, avant même d'arriver en URSS. Son enthousiasme s'est affaibli quand il écrit ses mémoires, publiés en 1931.